# Ghiacciaio Hess
Il ghiacciaio Hess (in inglese Hess Glacier) è un ghiacciaio lungo circa 8,5 km situato sulla costa di Foyn, nella parte orientale della Terra di Graham, in Antartide. Il ghiacciaio, il cui punto più alto si trova 87 m s.l.m., fluisce verso est-nord-est fra scoscese pareti di roccia fino ad arrivare a circa 17 km a sud-est di punta Monnier.

## Storia
Il ghiacciaio Hess fu esplorato e mappato nel 1947 dal British Antarctic Survey, che all'epoca si chiamava ancora Falkland Islands and Dependencies Survey (FIDS). Proprio il FIDS lo battezzò così in onore di Hans Hess, un glaciologo tedesco.